# SweMaint
SweMaint AB ist ein schwedischer Instandhaltungsbetrieb für Eisenbahngüterwagen. Auf dem nordeuropäischen Markt ist er in den Bereichen Reparatur und Wartung tätig. Der Sitz des Unternehmens ist Göteborg.
SweMaint erreicht einen Umsatz von 50 Millionen Euro jährlich mit dem Unterhalt von Güterwagen. Kunden sind verschiedene Güterwagenbesitzer sowie güterzugbefördernde Eisenbahnverkehrsunternehmen in Schweden und Norwegen. Die Firma beschäftigt 250 Mitarbeiter und gehört der K Group AB in Malmö, die sich auf Herstellung und Unterhalt von Güterwagen spezialisiert hat.

## Geschichte
Im Zuge der Liberalisierung der staatlichen Bahngesellschaft Statens Järnvägar wurden am 1. Januar 2001 sechs unabhängige Aktiengesellschaften gebildet, die die einzelnen Aufgaben übernahmen. Das Werkstatt- und Fahrzeugunterhaltswesen wurde in der Holding Swedcarrier AB zusammengefasst, die dem schwedischen Staat gehört. Unter der Holding wurden die Geschäftsbereiche EuroMaint, SweMaint und Nordwaggon gebildet.
Das Werkstättennetz von SJ wurde unter dem Namen SweMaint AB in ein kommerzielles Unternehmen umgewandelt.
SweMaint hat viele Werkstätten übernommen, die die Staatsbahn SJ in ganz Schweden aufgebaut hat. Die meisten dieser Werkstätten spielten eine wichtige Rolle bei der Entwicklung der Bahnindustrie und haben historische Bedeutung in den verschiedenen Regionen.
Zwischenzeitlich hatte Allmänna Svenska Elektriska Aktiebolaget, die später in Asea Brown Boveri aufging, die Firma übernommen, nach einigen Jahren erfolgte jedoch die Rückübertragung an den schwedischen Staat.
In den frühen 2000er Jahren erwarb SweMaint die Mitbewerber Chr. Olsson AB und Gävle Godsvagnsservice AB, bevor sie selbst 2007 von K Group AB übernommen wurde. Damit wurde sie ein Schwesterunternehmen von Kockums Industrier, Nordeuropas führendem Hersteller von Spezialgüterwagen.
Die Werkstätten von SweMaint sind an strategisch wichtigen Punkten in ganz Schweden vorhanden. Im Frühjahr 2011 wurde in Drammen die erste Werkstatt in Norwegen eröffnet. Im Dezember 2012 folgte die vorerst letzte Werkstatteröffnung in Kiruna. Die Werkstatt in Drammen gehört seit 2019 nicht mehr zu SweMaint.
SweMaint übernahm 2019 die Güterwagenwartung von Midwaggon in Ånge, zwei Jahre zuvor Borlänge. Seither konzentriert sich Midwaggon in Ånge ganz auf die Instandhaltung von Lokomotiven.

## Arbeitsgebiete
Hauptziel des Werkstättenunternehmens ist die Wartung des in Schweden verkehrenden Güterwagenparkes. Das Dienstleistungsangebot umfasst neben der Regelwartung Programme für das Flottenmanagement, die Materialversorgung für verschiedene Transportunternehmen sowie die Radsatzunterhaltung. Dies geschieht einerseits durch den Unterhalt der Fahrzeuge in Werkstätten an großen Eisenbahnknotenpunkten zwischen Malmö und Luleå, andererseits durch mobile Werkstattkonzeptionen.
SJ übergab sämtliche Reservebestände an Achsen und Radsätze an SweMaint, die damit einen Tauschpool errichteten. Aus diesem Pool werden Achsen oder Radsätze im Bedarfsfall sofort getauscht. Diese Versorgungssicherung des Tauschpools mit qualitativ hochwertigen Ersatzteilen ist ein weiteres wichtiges Standbein von SweMaint.

## Werkstätten
SweMaint betreibt zwölf Werkstätten in Luleå, Umeå, Ånge, Borlänge, Gävle, Hallsberg, Kil, Norrköping, Varberg, Göteborg, Nässjö und Malmö in Schweden sowie Kiruna in Norwegen. Diese liegen günstig an den wichtigsten Eisenbahnknotenpunkten in Schweden. Sie werden durch 12 Standorte für Achsen („hjulförsörjningsorter“) und 40 mobile SweMaint-Einheiten ergänzt, die bei akuten Bedarf angefordert werden.

## Lokomotiven
Für Rangierarbeiten innerhalb der Werkstätten erwarb SweMaint im Laufe der Jahre verschiedene Lokomotiven, darunter von den SJ gebrauchte Kleinlokomotiven der Baureihe Z64.